# Chuathbaluk
Chuathbaluk és una població dels Estats Units a l'estat d'Alaska. Segons el cens del 2007 tenia 119 habitants.

## Demografia
Segons el cens del 2000, Chuathbaluk tenia 119 habitants, 33 habitatges, i 23 famílies La densitat de població era de 13,1 habitants/km².
Dels 33 habitatges en un 45,5% hi vivien nens de menys de 18 anys, en un 30,3% hi vivien parelles casades, en un 27,3% dones solteres, i en un 27,3% no eren unitats familiars. En el 21,2% dels habitatges hi vivien persones soles el 3% de les quals corresponia a persones de 65 anys o més que vivien soles. El nombre mitjà de persones vivint en cada habitatge era de 3,61 i el nombre mitjà de persones que vivien en cada família era de 4,21.
Per edats la població es repartia de la següent manera: un 42,9% tenia menys de 18 anys, un 8,4% entre 18 i 24, un 28,6% entre 25 i 44, un 16% de 45 a 60 i un 4,2% 65 anys o més.
L'edat mediana era de 23 anys. Per cada 100 dones hi havia 91,9 homes. Per cada 100 dones de 18 o més anys hi havia 106,1 homes.
La renda mediana per habitatge era de 34.286 $ i la renda mediana per família de 34.167 $. Els homes tenien una renda mediana de 46.250 $ mentre que les dones 28.750 $. La renda per capita de la població era de 10.100 $. Aproximadament el 16,7% de les famílies i el 24,1% de la població estaven per davall del llindar de pobresa.

## Poblacions més properes
El següent diagrama mostra les poblacions més properes.